# Joeri Kasjkarov
Joeri Fjodorovitsj Kasjkarov (Russisch: Юрий Фёдорович Кашкаров) (Chanty-Mansiejsk, 4 december 1963) is een Russisch voormalig biatleet. 

## Carrière
Kasjkarov won met de Sovjet-ploeg van 1983 tot en met 1986 drie wereldtitels op rij in de estafette tussendoor won Kasjkarov in 1984 in het Joegoslavische Sarajevo olympisch goud in de estafette. Kasjkarov behaalde in 1985 zijn grootste individuele succes met het winnen van de wereldtitel op de 20 kilometer individueel.

## Belangrijkste resultaten

### Wereldkampioenschappen
| Jaar | Plaats        | Onderdeel   | Onderdeel | Onderdeel | Onderdeel |
| Jaar | Plaats        | Individueel | Sprint    | Team      | Estafette |
| ---- | ------------- | ----------- | --------- | --------- | --------- |
| 1983 | Rasen-Antholz | 7e          | —         |           | Goud      |
| 1985 | Ruhpolding    | Goud        | 12e       | Goud      |           |
| 1986 | Oslo          | 6e          | 28e       | Goud      |           |
| 1987 | Lake Placid   | 5e          | 6e        | Zilver    |           |
| 1989 | Feistritz     | —           | Brons     | Goud      | Zilver    |
| 1990 | Minsk         | 4e          | 11e       | 4e        | 5e        |
| 1991 | Lahti         | —           | 12e       | —         | Zilver    |

### Olympische Winterspelen
| Jaar | Plaats   | Onderdeel   | Onderdeel | Onderdeel |
| Jaar | Plaats   | Individueel | Sprint    | Estafette |
| ---- | -------- | ----------- | --------- | --------- |
| 1984 | Sarajevo | 35e         | 10e       | Goud      |
| 1988 | Calgary  | 5e          | 18e       | —         |

1968: Tichonov, Poezanov, Mamatov, Goendartsev ·
1972:  Tichonov, Safin, Bjakov, Mamatov ·
1976: Jelizarov, Bjakov, Kroeglov sr., Tichonov ·
1980: Alikin, Tichonov, Barnasjov, Aljabjev ·
1984: Vasiljev, Kasjkarov, Šalna, Boeligin ·
1988: Vasiljev, Tsjepikov, Popov, Medvedtsev ·
1992: Groß, Steinigen, Kirchner, Fischer ·
1994: Groß, Luck, Kirchner, Fischer ·
1998: Groß, Sendel, Fischer, Luck ·
2002: Hanevold, Andresen, Gjelland, Bjørndalen ·
2006: Groß, Rösch, Fischer, Greis ·
2010: Hanevold, T. Bø, Svendsen, Bjørndalen ·
2014: Volkov, Oestjoegov, Malysjko, Sjipoelin ·
2018: Femling, Nelin, Samuelsson, Lindström ·
2022: Lægreid, T. Bø, J.T. Bø, Christiansen